# Gegend
Der Ausdruck Gegend (von mittelhochdeutsch: gegende, gegenote) oder Umgegend bezeichnet das, was dem Betrachter als Fläche oder auch Raum „zugegen“ ist.

## Herkunft
Der Begriff leitet sich von „gegen“ ab und ist als Lehnbildung aus lateinisch contra (contrata regio „das gegenüberliegende Gebiet“) in die deutsche Sprache gewandert. Die lateinische Wurzel besteht weiter in Sprachen wie italienisch (contrada „Gegend“) oder im französisch (contrée „Landschaft“), daraus abgeleitet englisch Country.

## Bedeutung
Der Ausdruck Gegend konstituiert sprachlich den (geographischen) Raum. Eine Analogie bietet die Kategorie Objekt („das gegenüber, hinüber Geworfene“) gegenüber dem Subjekt. Das Subjekt konstituiert im Sachbereich das Objekt als Dingkategorie; im Raumbereich die über den Ort hinaus weisende Gegend. Anders als in zahlreichen ähnlichen Begriffen ist dem Wort Gegend die Fremdheit eigen.
Bestimmte Begriffe (unten gekennzeichnet) erstrecken ihre Bedeutung über spezifisch geobezogene Größen hinaus, andere nicht. So kann z. B. „Gegend“ eine Gruppe von Menschen („die ganze Gegend befand sich auf den Beinen“) oder ein Stadtviertel meinen („er macht die ganze Gegend unsicher“), aber auch eine Körperregion (Körperteil/Anatomie).
Heute finden sich in der Sprache zahlreiche Überschneidungen mit ähnlichen Bezeichnungen.